# Mitschurinskoje (Kaliningrad, Gussew)
Mitschurinskoje (russisch Мичуринское, deutsch Drücklershöfchen) ist ein kleiner Ort in der russischen Oblast Kaliningrad im Rajon Gussew. Der Ort gehört zur kommunalen Selbstverwaltungseinheit Stadtkreis Gussew. Die Ortsstelle Drücklershöfen befindet sich heute allerdings auf dem Gebiet der Stadt Gussew, während sich der Ort Mitschurinskoje etwa 2,5 km weiter südöstlich befindet.

## Geographische Lage
Mitschurinskoje liegt am Westufer der Rominte (russisch: Krasnaja), vier Kilometer südöstlich des Stadtzentrums von Gussew (Gumbinnen) an der russischen Regionalstraße 27A-011, die Gussew mit dem polnischen Gołdap (Goldap) verbindet und von der innerorts eine Nebenstraße (27K-302) in südwestliche Richtung abzweigt. Die nächste Bahnstation ist Gussew an der Bahnstrecke Kaliningrad–Nesterow (Königsberg–Stallupönen/Ebenrode), einem Teilstück der Preußischen Ostbahn, zur Weiterfahrt nach Moskau.

## Geschichte
Das ehemalige Drücklershöfchen, das vor 1945 eigentlich nur aus einem großen (Guts-)Hof bestand, war zu deutscher Zeit lediglich ein Wohnplatz in der Landgemeinde Kulligkehmen (1938 bis 1945: Ohldorf (Ostpr.), heute russisch: Lipowo). Die Ortschaft gehörte somit zum Amtsbezirk Kulligkehmen (1939 bis 1945: „Amtsbezirk Ohldorf“) im Kreis Gumbinnen und Regierungsbezirk Gumbinnen der preußischen Provinz Ostpreußen. Im Jahre 1905 zählte die Ortschaft 38 Einwohner.
Nachdem Drücklershöfchen mit der Muttergemeinde Kulligkehmen resp. Ohldorf 1945 in Kriegsfolge der Sowjetunion zugeordnet wurde, erhielt der Ort im Jahr 1947 die russische Bezeichnung Mitschurinskoje und wurde gleichzeitig in den Dorfsowjet Lipowski selski Sowet im Rajon Gussew eingeordnet. Schon auf einer Karte von 1972 ist der Ort allerdings nicht in der Ortslage Drücklershöfchen, sondern in seiner heutigen Ortslage eingezeichnet. Die Ortslage Drücklershöfchen gehörte inzwischen zum Stadtgebiet von Gussew. Von 2008 bis 2013 gehörte Mitschurinskoje zur städtischen Gemeinde Gussewskoje gorodskoje posselenije und seit 2013 zum Stadtkreis Gussew.

## Kirche
Kirchlich war Drücklershöfchen vor 1945 mit seiner evangelischen Bevölkerung nach Gumbinnen ausgerichtet, wobei die Einwohner reformierter Tradition zum Kirchspiel der Neustädtischen Kirche, und die – zahlenmäßig weniger – Einwohner lutherischer Bindung zur Altstädtischen Kirche gehörten. Beide Kirchen waren Teil der Kirchenprovinz Ostpreußen der Kirche der Altpreußischen Union. Heute liegt Mitschurinskoje im Einzugsbereich der neu entstandenen evangelisch-lutherischen Gemeinde der Salzburger Kirche in Gussew, die in die Propstei Kaliningrad (Königsberg) der Evangelisch-lutherischen Kirche Europäisches Russland eingegliedert ist.